# The Field Foreman
The Field Foreman est un film muet américain réalisé par Allan Dwan et sorti en 1913.

## Fiche technique
- Titre : The Field Foreman
- Réalisation : Allan Dwan
- Genre : Film dramatique
- Distribution : Universal Film Manufacturing Company
- Date de sortie : 
  - États-Unis : 29 décembre 1913

## Distribution
- J. Warren Kerrigan : le contremaître
- Jessalyn Van Trump
- William Walters
- Edith Bostwick
- George Periolat
- Clara Beyers